# Вера Комисаржевска
Вѐра Фьо̀доровна Комисаржѐвска (на руски: Вера Фёдоровна Комиссарже́вская) е руска актриса.
Родена е на 8 ноември (27 октомври стар стил) 1864 година в Санкт Петербург в семейството на оперния певец Фьодор Комисаржевски. През 1883 година се жени за художника Владимир Муравьов, но малко по-късно те се разделят и той се жени за по-малката ѝ сестра. През 1891 година започва да играе в театъра и придобива широка известност с ролите си в Александринския театър. През 1904 година открива собствен театър, в който известно време работи режисьорът Всеволод Мейерхолд.
Вера Комисаржевска умира от едра шарка на 23 февруари (10 февруари стар стил) 1910 година в Ташкент.